# Arthur Ashe
Arthur Robert Ashe (10 tháng 7 năm 1943 - 6 tháng 2 năm 1993) là một cựu vận động viên quần vợt chuyên nghiệp người Mỹ, sinh ra và lớn lên ở Richmond, Virginia. Trong sự nghiệp của mình, Ashe đã giành được 3 danh hiệu Grand Slam, trở thành một trong số những vận động viên quần vợt xuất sắc nhất của Mỹ. Ông, một người Mỹ gốc Phi, còn được nhớ đến với những nỗ lực trong hoạt động xã hội của mình thời gian sau này.

## Sự nghiệp quần vợt
Năm 1968, Ashe giành chức vô địch của Giải vô địch quần vợt nghiệp dư Mỹ và Giải quần vợt Mỹ Mở rộng đầu tiên của Kỷ nguyên mở. Ông cũng góp phần giúp đội Mỹ giành Cúp Davis trong năm đó. Ông là vận động viên duy nhất giành cả chức vô địch Mỹ nghiệp dư và chuyên nghiệp trong cùng một năm.. Năm này cũng là một năm đáng nhớ với Ashe khi ông bị chính phủ Nam Phi từ chối cấp thị thực để tham dự giải quần vợt Nam Phi Mở rộng. Sự từ chối này là phương tiện để ông cho mọi người thấy chính sách phân biệt chủng tộc của Nam Phi. Trên các phương tiện truyền thông, Ashe kêu gọi loại Nam Phi ra khỏi cộng đồng quần vợt chuyên nghiệp.
Năm 1969, Ashe chuyển sang thi đấu chuyên nghiệp. Năm 1970, ông giành được danh hiệu Grand Slam đơn thứ hai tại Giải quần vợt Úc Mở rộng.
Năm 1975, Ashe bất ngờ giành chức vô địch Giải quần vợt Wimbledon khi đánh bại tay vợt trẻ hơn đang ở vị trí số 1 thế giới Jimmy Connors trong trận chung kết. Ông tiếp tục thi đấu vài năm nữa, nhưng do chứng bệnh tim nên sau khi phẫu thuật vào năm 1979, Ashe giải nghệ một năm sau đó.
Cho đến nay, Ashe vẫn là người Mỹ gốc Phi duy nhất giành chức vô địch đơn ở Wimbledon, Mỹ Mở rộng và Úc Mở rộng. Ông là một trong hai người da màu gốc Phi giành được danh hiệu Grand Slam đơn (tay vợt còn lại là Yannick Noah người Pháp, vô địch Giải quần vợt Pháp Mở rộng năm 1983).
Trong cuốn tự truyện vào năm 1979, Jack Kramer, một nhà tài trợ cho quần vợt lâu năm, cũng từng là một tay vợt hàng đầu trong thập niên 1940 đã xếp Ashe là một trong 21 tay vợt xuất sắc nhất mọi thời đại.

## Hoạt động sau khi giải nghệ quần vợt
Sau khi giải nghệ, Ashe làm nhiều công việc, bao gồm viết bài cho tạp chí Time, bình luận cho kênh thể thao ABC Sports, sáng lập ra Giải quần vợt trẻ Quốc gia và là đội trưởng đội tuyển quần vợt Mỹ dự Cúp Davis. Năm 1983 Ashe phải thực hiện ca phẫu thuật tim lần thứ hai. Ông có tên trong Nhà lưu danh quần vợt quốc tế năm 1985. Ông còn sáng lập ra Quỹ Arthur Ashe để chống lại bệnh AIDS.

## Đời tư
Năm 1988, Ashe phát hiện ra mình bị nhiễm virus HIV từ một lần truyền máu tại một trong hai cuộc phẫu thuật tim. Ông và vợ giấu kín tình trạng bệnh tật của mình cho đến 8 tháng 4 năm 1992, khi một bài báo trên tờ USA Today đề cập đến tình hình sức khoẻ của ông, buộc ông phải công bố tình trạng nhiễm bệnh của mình. Trong năm cuối của cuộc đời, Ashe đã làm nhiều việc kêu gọi sự chú ý của những bệnh nhân bị AIDS toàn thế giới. Hai tháng trước khi mất, ông thành lập Học viện Arthur Ashe vì sức khoẻ thành thị để giúp đỡ những nơi có tình trạng chăm sóc sức khoẻ không tốt. Ashe được tạp chí thể thao Sports Illustrated bình chọn là Nhà thể thao của năm. Ông cũng dành nhiều thời gian cuối đời để viết cuối hồi ký Days of Grace, hoàn thành chỉ chưa đến một tuần trước khi mất.
Ashe mất vì biến chứng từ AIDS vào ngày 6 tháng 2 năm 1993. Ông bị toxoplasmosis, một căn bệnh nhiễm trùng liên quan tới AIDS. Dù vậy nguyên nhân chính gây ra cái chết của ông không được công bố rõ ràng.

## Vinh danh

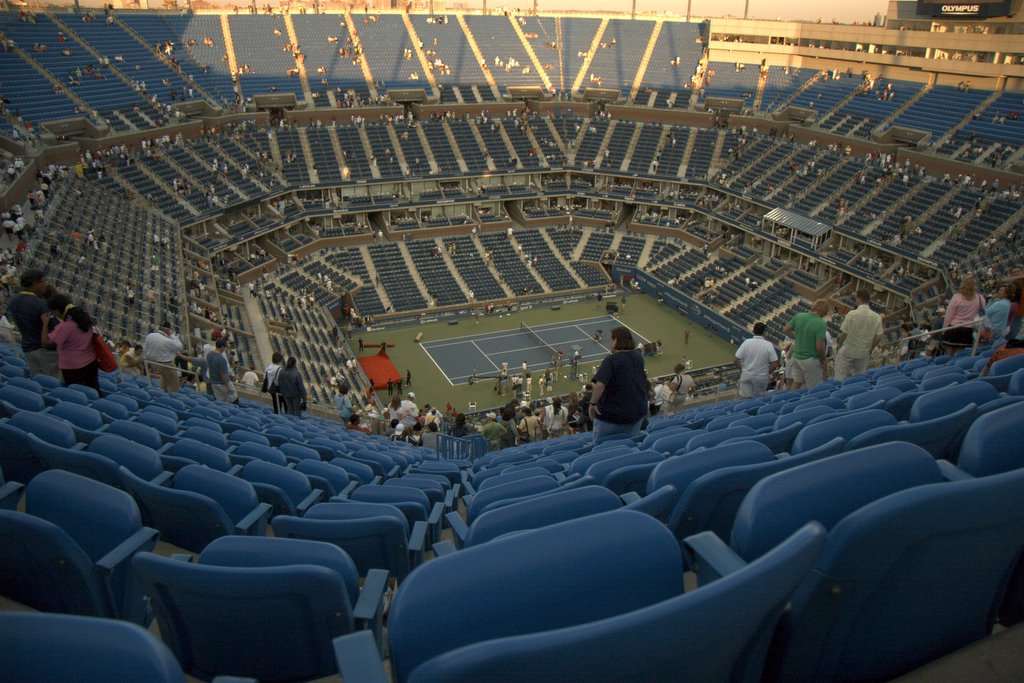
Sân Arthur Ashe năm 2005

- Sân trung tâm của Trung tâm quần vợt quốc gia, nơi tổ chức Giải quần vợt Mỹ Mở rộng mang tên ông (sân Arthur Ashe)
- Năm 2002, học giả Molefi Kete Asante xếp Arthur Ashe trong danh sách 100 người Mỹ gốc Phi vĩ đại nhất.[6]
- Năm 2005, tạp chí TENNIS Magazine xếp ông là tay vợt thứ 30 trong 40 tay vợt xuất sắc nhất Kỉ nguyên mở.[7]

## Các trận chung kết quan trọng

### Grand Slam

#### Đơn: 7 (3 thắng-4 thua)
| Vị trí  | Năm  | Giải đấu   | Mặt sân | Đối thủ       | Tỉ số                        |
| Á quân  | 1966 | Úc Mở rộng | Cỏ      | Roy Emerson   | 6-4, 6-8, 6-2, 6-3           |
| Á quân  | 1967 | Úc Mở rộng | Cỏ      | Roy Emerson   | 6-4, 6-1, 6-4                |
| Vô địch | 1968 | Mỹ Mở rộng | Cỏ      | Tom Okker     | 14-12, 5-7, 6-3, 3-6, 6-3    |
| Vô địch | 1970 | Úc Mở rộng | Cỏ      | Dick Crealy   | 6-4, 9-7, 6-2                |
| Á quân  | 1971 | Úc Mở rộng | Cỏ      | Ken Rosewall  | 6-1, 7-5, 6-3                |
| Á quân  | 1972 | Mỹ Mở rộng | Cỏ      | Ilie Năstase  | 3-6, 6-3, 6-7(1-5), 6-4, 6-3 |
| Vô địch | 1975 | Wimbledon  | Cỏ      | Jimmy Connors | 6-1, 6-1, 5-7, 6-4           |